# Museum Werdenfels

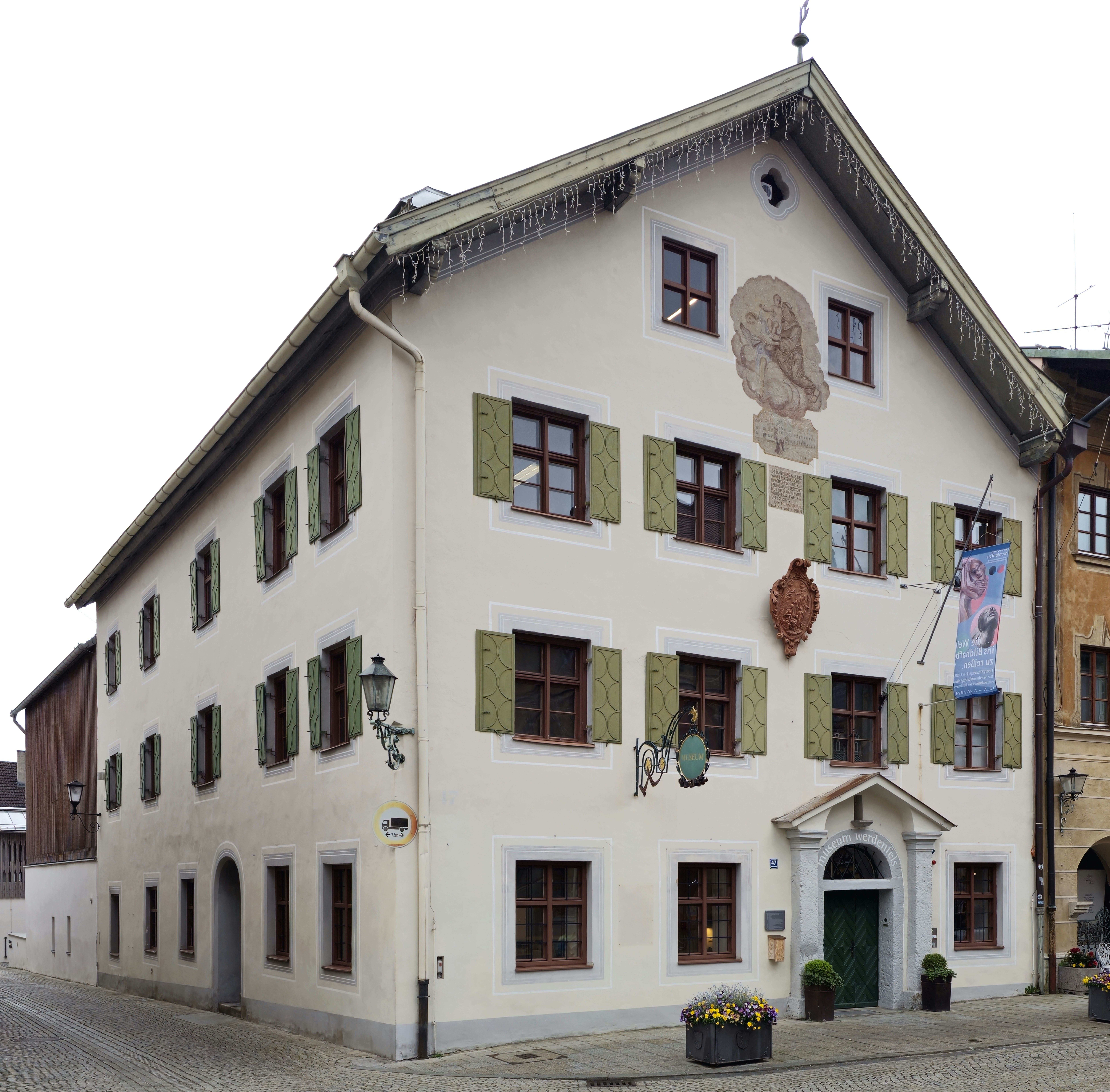
Museum Werdenfels im Wackerlehaus in Garmisch-Partenkirchen

Das Museum Werdenfels (vor 2019 Werdenfels Museum genannt) ist ein Regionalmuseum in Trägerschaft des Landkreises Garmisch-Partenkirchen, das sich mit der Kulturgeschichte des Werdenfelser Landes befasst. Es befindet sich in einem denkmalgeschützten Gebäude in der Partenkirchner Altstadt.

## Geschichte
Das Museum entstand aus einer 1895 von Anton Kiendl angelegten Muster- und Altertümersammlung. Der Direktor der Fachschule für Holzschnitzerei in Partenkirchen wollte damit Anschauungsmaterial für die künstlerische Lehre schaffen und dem Niedergang des Kunsthandwerks entgegenwirken. Bis 1920 sammelte er rund 300 Kunstwerke und Gebrauchsgegenstände. Kiendls Nachfolger Otto Blümel machte sie 1925 in einem eigenen Gebäude am Partenkirchner Rathausplatz der Öffentlichkeit zugänglich. Wohlhabende Bürger unterstützten die Sammlung durch Schenkungen und gründeten 1925 den Museumsverein Werdenfels.
Im Jahr 1973 zog das Heimatmuseum mit der zwischenzeitlich auf über 3000 Objekte angewachsenen Sammlung in das Haus Zum Schlampp in der Ludwigstraße. Das im 17. Jahrhundert als Ballenhaus errichtete Gebäude war das Geburtshaus des Bildhauers Josef Wackerle und wird auch als Wackerlehaus bezeichnet. Zum Museum gehört ein Anbau an der Gebäuderückseite, dessen obere Stockwerke von 2016 bis 2018 ersetzt und mit einem neu errichteten Nebengebäude verbunden wurden. Am 9. Juli 2019 erfolgte die Wiedereröffnung unter dem Namen Museum Werdenfels.

## Ausstellung
Der Rundgang durch die 15 Räume umfassende Dauerausstellung im historischen Wackerlehaus beginnt im Fasnachtsraum mit einer Sammlung geschnitzter Larven. Im ersten Obergeschoss sind in drei Räumen bäuerlich-bürgerliche Wohn- und Lebenswelten zu sehen. Das Himmelbett im bürgerlichen Schlafzimmer ist mit der Jahreszahl 1583 datiert; die Einrichtung der Bauernstube mit Kachelofen, „Bankheber“ und Herrgottswinkel stammt aus dem 18. und 19. Jahrhundert. In der Rauchküche mit gemauertem Herd sind Kessel und Kochgeräte zu finden. Neben einer Ausstellung Werdenfelser Trachten werden in der kleinen Gemäldegalerie Bilder der Münchner Schule gezeigt. Die im zweiten Obergeschoss ausgestellte Figur der Maria Immaculata von Ignaz Günther wird jährlich bei der Fronleichnamsprozession mitgeführt. In weiteren Räumen sind Werke religiöser Volkskunst, im Tölzer Stil bemalte Möbel, Oberammergauer Holzschnitzereien und eine Mittenwalder Geigenbauwerkstatt zu sehen. Im Dachgeschoss befindet sich eine Sammlung bäuerlicher und handwerklicher Geräte und Werkstätten.
Das Rückgebäude umfasst Sonderausstellungsräume, eine Galeriebrücke mit Panoramablick ins Wettersteingebirge und den als Erlebnisbereich gestalteten Zugspitzraum. Verschiedene Stationen erläutern die Geschichte rund um Deutschlands höchsten Berg. Dazu gehört der bis 1925 betriebene Bergbau in der Grube Höllental und der Bau der Bayerischen Zugspitzbahn von 1928 bis 1930. Die Ausstellung erinnert an bekannte Werdenfelser Bergführer, die Anfänge des Bergtourismus, den Bau der Schutzhütten und zeigt das historische Gipfelkreuz aus dem Jahr 1851, das 1993 durch eine originalgetreue Nachbildung ersetzt wurde. Das Zugspitzkreuz gehört zu den 100 Heimatschätzen, die als regionaltypische Objekte Bayerns ausgezeichnet wurden.